# Ideocracia
Ideocracia é um sistema de organização política e social baseado na predominância de uma ideologia monista. É um governo onde uma ideologia dominante torna-se profundamente enraizada na política, onde em geral, a política torna-se profundamente enraizada na maioria ou em todos os aspectos da sociedade. A ideologia de uma ideocracia apresenta-se como um sistema absoluto, universal e supremo para a compreensão da vida social, semelhante à posição de um deus no monoteísmo.